# شفق قطبی

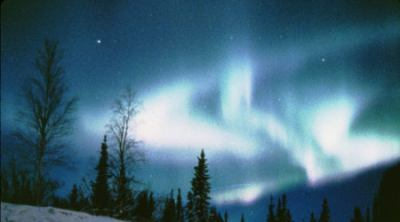
پدیدهٔ شفق قطبی

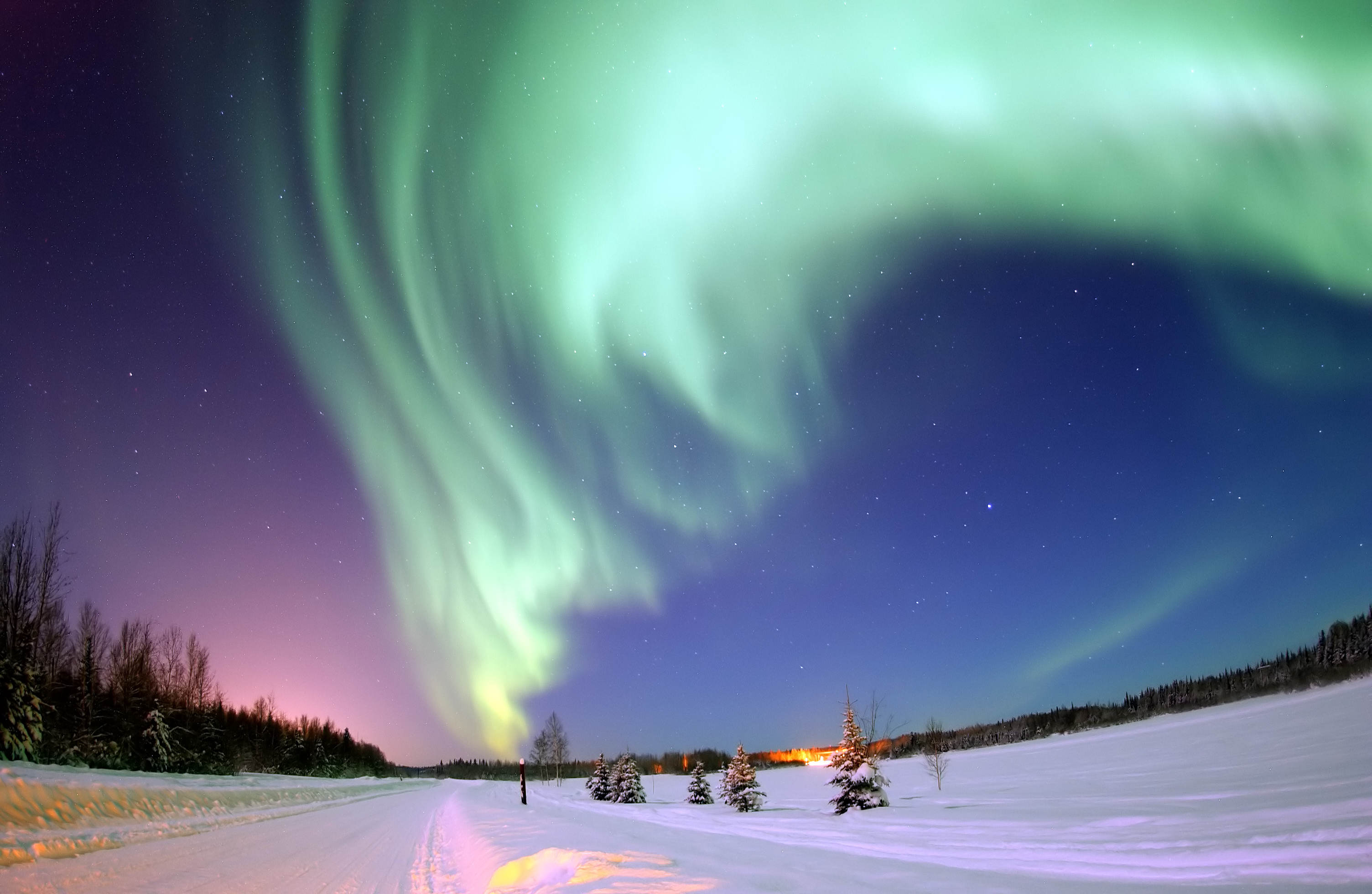
پدیدهٔ شفق قطبی در گرینلند.

شَفَق قُطبی (Aurora) یکی از پدیده‌های جوی کرهٔ زمین است. شفق قطبی پدیدهٔ ظهور نورهای رنگین و متحرک در آسمان شب است و معمولاً در عرض‌های نزدیک به دو قطب زمین بر اثر برخورد ذرات باردارِ بادِ خورشیدی و یونیزه شدن مولکول‌های موجود در یون‌سپهر (یونوسفر) زمین به وجود می‌آید.
شفق‌های قطبی نورهای زیبایی‌اند که به‌طور طبیعی در آسمان دیده می‌شوند و معمولاً در شب و در عرض‌های جغرافیایی قطبی به چشم می‌خورند. آن‌ها در یونوسفر تشکیل می‌شوند و در سپیده‌دم قطبی رویت پذیرند. به شفق قطبی شفوق هم می‌گویند در عرض جغرافیایی قطب شمال به آن‌ها شفق‌های شمالی نیز گفته می‌شود که در سال ۱۶۲۱ توسط پیر گاسندی روی این پدیده طبیعی نهاده شد. به شفق‌های قطبی، نور قطب شمال هم گفته می‌شود زیرا آن‌ها غالباً در نیم کرهٔ شمالی دیده می‌شوند و هرقدر به قطب شمال نزدیک می‌شوید با توجه به مجاورت با قطب مغناطیسی شمالی زمین احتمال بیشتری می‌رود که بتوانید آن‌ها را ببینید. برای نمونه، در شمال شبه جزیره اسکاندیناوی، ایسلند، گرینلند و همین‌طور در آلاسکا و سوییس و شهرهای شمالی کانادا و روسیه امکان رویت آن‌ها بسیار زیاد است.
شفق‌های قطبی در نزدیکی قطب مغناطیسی شمالی ممکن است خیلی بالا باشد ولی در افق شمالی به صورت سبز برافروخته و در صورت طلوع خورشید به صورت سرخ کمرنگ دیده می‌شود. شفق‌های قطبی معمولاً از سپتامبر تا اکتبر و از مارس تا آوریل روی می‌دهند. برخی از قبایل کانادایی به این پدیده رقص ارواح می‌گویند. شفق قطبی در طول چرخه خورشیدی و هنگام خروج جرم از تاج خورشیدی پُردفعات و درخشنده‌تر مشاهده می‌شود.
در قطب جنوب نیز این روی می‌دهد اما تنها در جنوبی‌ترین عرض جغرافیایی رویت‌شدنی است و گاهی نیز در آمریکای جنوبی و استرالیا (استرالیا در زبان لاتین به معنی جنوب است). بنجامین فرانکلین نخستین کسی بود که به شفق‌های قطبی توجه نشان داد. در نظریه او علت وقوع شفق‌های قطبی این انتقال نور در مرکز بار الکتریکی در سرزمین‌های قطبی که با برف و رطوبت شدت می‌گیرد، بود. علت وقوع شفق قطبی خروج جرم از تاج خورشیدی است که از طریق مغناطره و کمربند وان آلن به مناطق قطبی هدایت می‌شوند.

## دلیل پدیده
بیرکلاند دانشمند نروژی با مقایسه نتایج اخیر این فرضیه را مطرح کرد که لکه‌های خورشیدی ناحیه‌هایی هستند که از آن‌ها باریکه‌های ذرات باردار (الکترونها) به داخل فضای اطراف گسیل می‌شوند. این ذرات با رسیدن به لایه‌های بالای جو زمین، از طریق برخوردهای الکترون در این لایه‌ها، مشابه تخلیه گاز در لوله، گازها را به تابانی وامی‌دارند. این الکترونها همچنین روی میدان مغناطیسی زمین و شرایط انفجار امواج رادیویی مجاور زمین اثر می‌گذارند.
او برای نشان‌دادن این پدیده، آزمایشی انجام داد. یک گوی مغناطیسی را که نماد زمین است، در یک جعبه شیشه‌ای خلأ آویزان کرد. سپس با یک تفنگ الکترونی، به آن الکترون پرتاب کرد. در این آزمایش، در دو قطب گوی، او دو حلقه نورانی را مشاهده کرد.

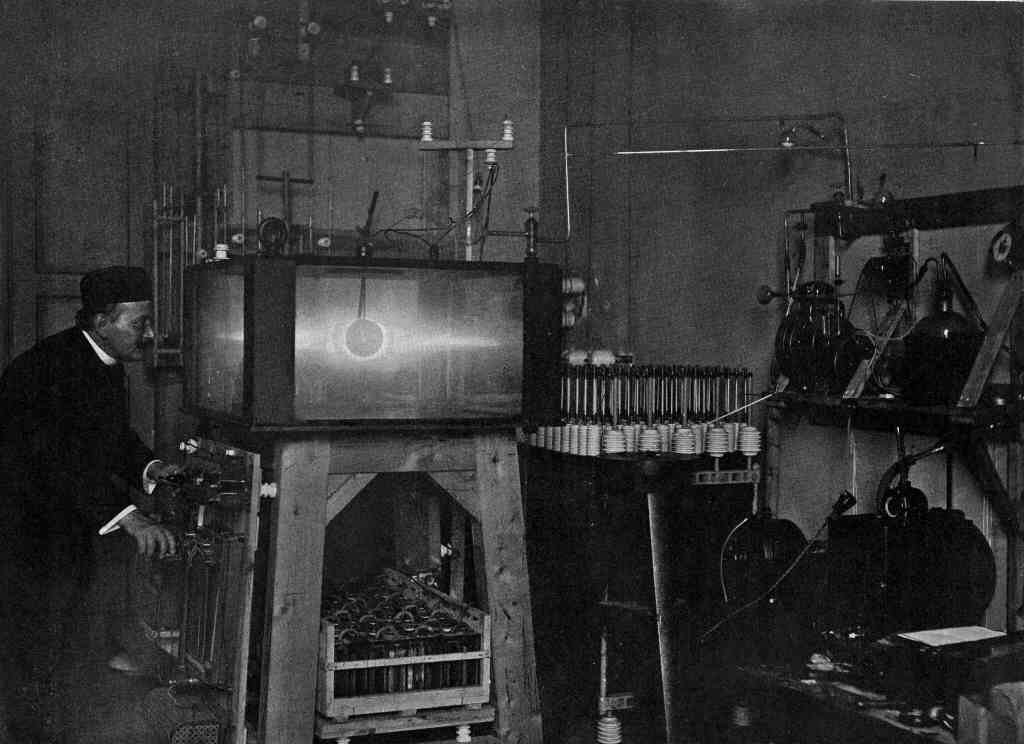
آزمایش بیرکلاند برای نمایش شفق قطبی

در الکترومغناطیس قانونی به نام قانون دست راست وجود دارد. شکل کلی قانون به این صورت است: {\displaystyle {\vec {F}}=q{\vec {V}}\times {\vec {B}}}
q در این فرمول، بار ذره است و v بردار سرعت ذره و B بردار میدان مغناطیسی است. در آخر، F نیرویی است که به ذره وارد می‌شود. وقتی یک ذره باردار وارد یک میدان مغناطیسی می‌شود، نیرویی به آن وارد می‌شود که جهت آن بر اساس قانون دست راست مشخص است. اگر جهت حرکت ذره (بردار سرعت) عمود بر میدان مغناطیسی باشد، به دلیل اینکه نیرو به سمت داخل است، به دور خطوط میدان مغناطیسی می‌چرخد (مانند سنگی که با نخ بسته شده و آن را می‌چرخانیم). اما اگر حرکت ذره دارای مؤلفه موازی با میدان مغناطیسی باشد، این مؤلفه باعث جلو رفتن ذره می‌شود. در این صورت، ذره مسیر مارپیچی را طی می‌کند.
الکترون‌ها و پروتون‌هایی که توسط خورشید در فضا پراکنده می‌شوند، وقتی به زمین می‌رسند، توسط میدان مغناطیسی زمین به دام می‌افتند و با حرکتی مارپیچی به سمت قطب‌ها می‌روند. ذرات به دام افتاده کمربندهای تابشی وان آلن را تشکیل می‌دهند. (عبور از این کمربند برای فضاپیماهای حاوی سرنشین بسیار خطرناک است).
در قطب‌ها، میدان مغناطیسی زمین وارد جو آن می‌شود. درون جو، ذرات باردار با مولکول‌های هوا برخورد می‌کنند و باعث برانگیخته شدن آن‌ها و تابش نور می‌شوند. این نورها شفق قطبی را می‌سازند.
اتم‌های نیتروژن از خود نورهای مایل به قرمز و اتم‌های اکسیژن از خود نور سبز منتشر می‌کنند.

## ارتفاع شَفَق قطبی

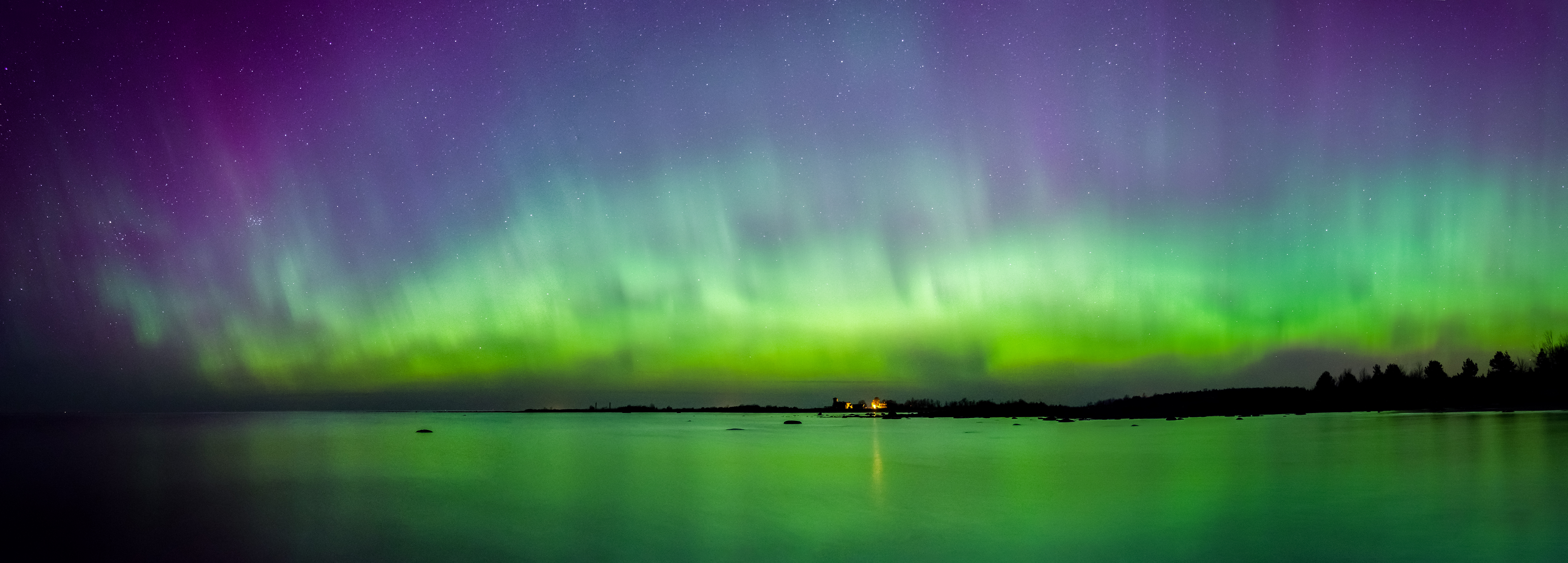
شفق قطبی در استونی (این تصویر جزو نامزدهای تصویر منتخب سال ۲۰۱۷ ویکی‌پدیا بود)

دانشمندان به منظور اندازه‌گیری ارتفاع شفق قطبی از دو نقطه به فاصله چند ده کیلومتر از یکدیگر از آن عکس گرفتند. به کمک چنین عکس‌هایی می‌توان ارتفاع شفق‌های قطبی را محاسبه کرد. شفق‌های قطبی در بلندای ۳۰۰ تا ۷۰۰ کیلومتری بالای زمین (بیشتر اوقات در بلندی ۱۰۰ کیلومتر) پدیدار می‌شوند. شفق‌های قطبی تابانی گازهای رقیق موجود در هوای زمین هستند، که تا اندازه‌ای به تابانی در لامپ‌های تخلیه گاز می‌باشند.

## دوره تناوب ظهور شفق‌های قطبی
شفق‌های قطبی معمولاً باید فقط در قطب‌ها اتفاق میفتند. ولی به ندرت در عرض‌های جغرافیایی میانی نیز دیده می‌شوند وقتی که طوفان‌های مغناطیسی اتفاق می‌افتند. طوفان‌های مغناطیسی در دورهٔ تناوب ۱۱ سالهٔ خورشیدی یا ۳ سال بعد از این دورهٔ تناوب اتفاق می‌افتند. در این دورهٔ تناوب ۱۱ ساله که هم‌اکنون نیز ما در آن هستیم میزان فعالیت‌های خورشیدی بالا رفته و با رصد خورشید می‌توان میزان بالای این فعالیت‌ها را دید. انرژی حاصل نیز از طریق بادهای خورشیدی تأمین می‌شود.

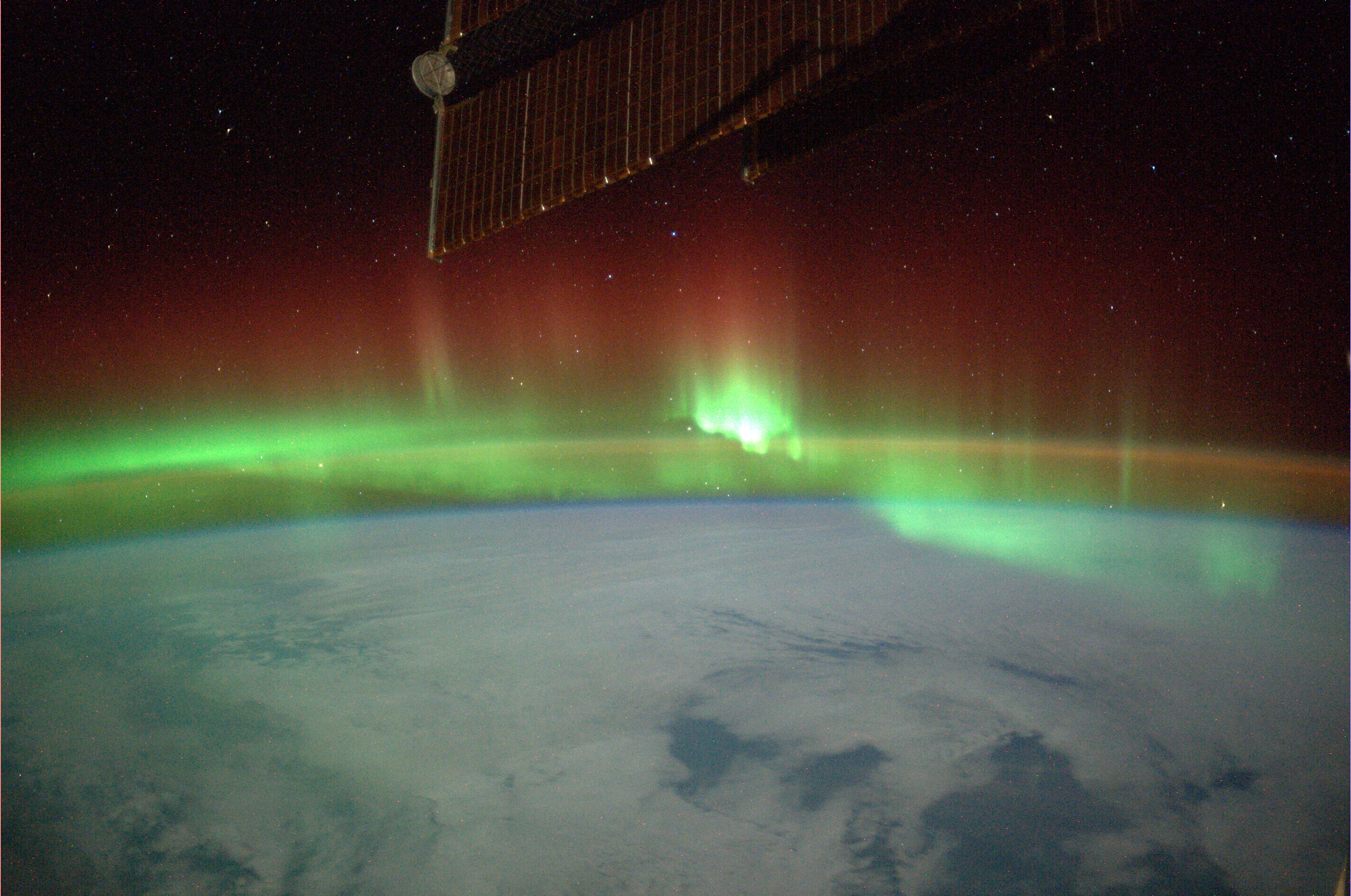
عکس شفق قطبی از فاصله دور از زمین WPWP#

## سیارات دیگر

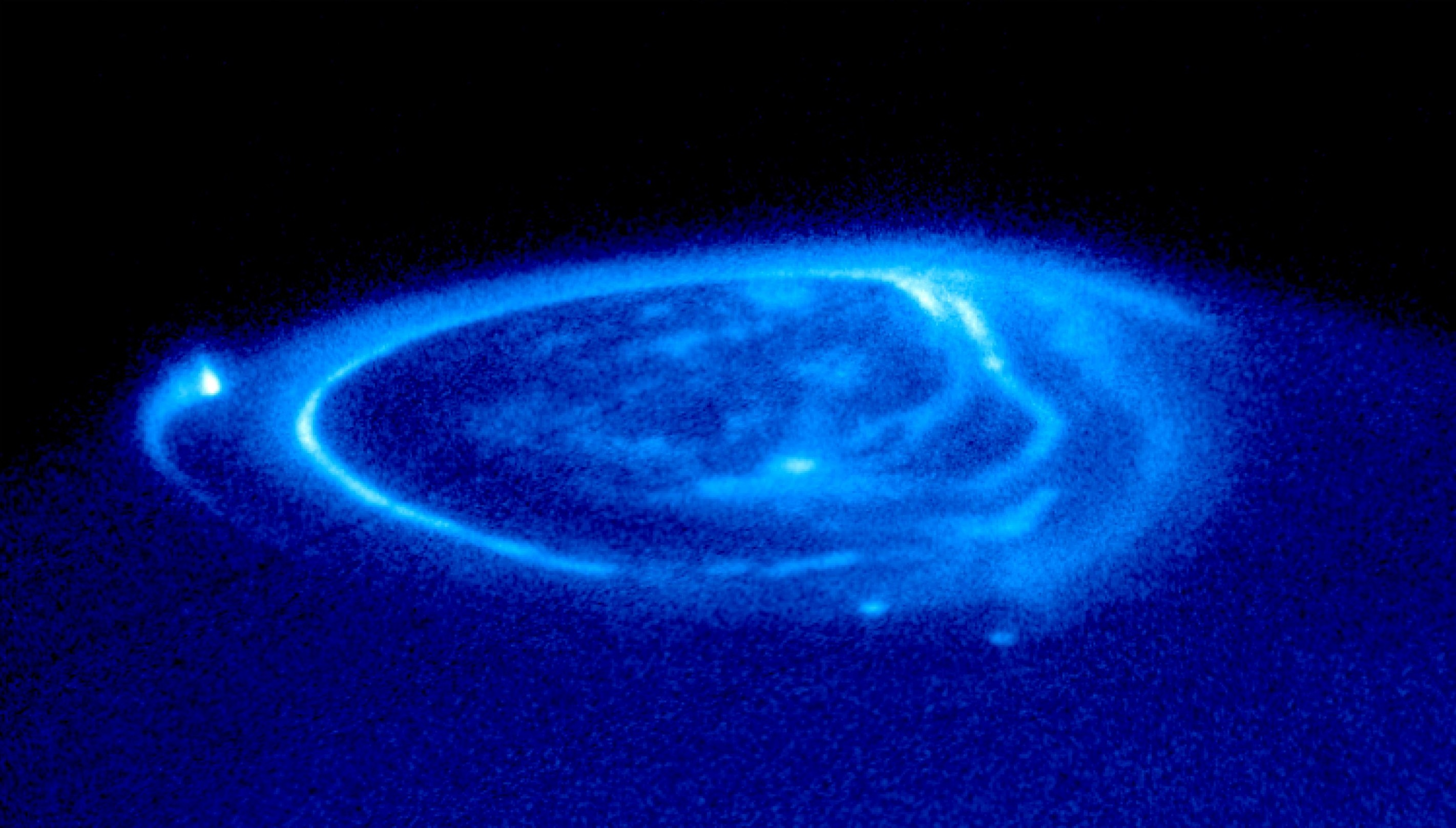
شفق قطبی در سیاره مشتری عکس برداری شده توسط تلسکوپ هابل

در مشتری و زحل قطب‌های مغناطیسی قوی تری وجود دارد و هر دو آن‌ها کمربند تشعشع بزرگی دارند. و شفق‌های قطبی به وضوح توسط تلسکوپ هابل در آن‌ها دیده شده. در اورانوس و نپتون نیز شفق قطبی وجود دارد.
شفق‌های قطبی در مکانی مانند زمین توسط بادهای خورشیدی ایجاد می‌شود ولی در مشتری اقمار آن به خصوص قمر آیو علت وجود این پدیده هستند.
این پدیده همچنین در مریخ و زهره نیز دیده می‌شود زیرا زهره دارای مغناطیس درونی نیست. شفق قطبی در زهره گاهی تمام سیاره را نیز می‌پوشاند. این پدیده در زهره توسط بادهای خورشیدی تولید می‌شود. همچنین در ۱۴ اوت ۲۰۰۴ در مریخ نیز این پدیده توسط SPICAM به ثبت رسیده است.

## نگارخانه

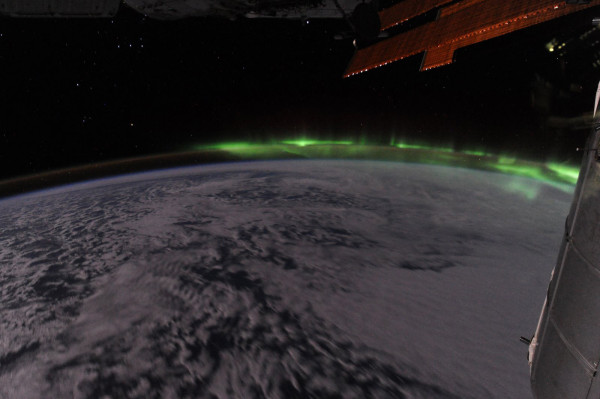
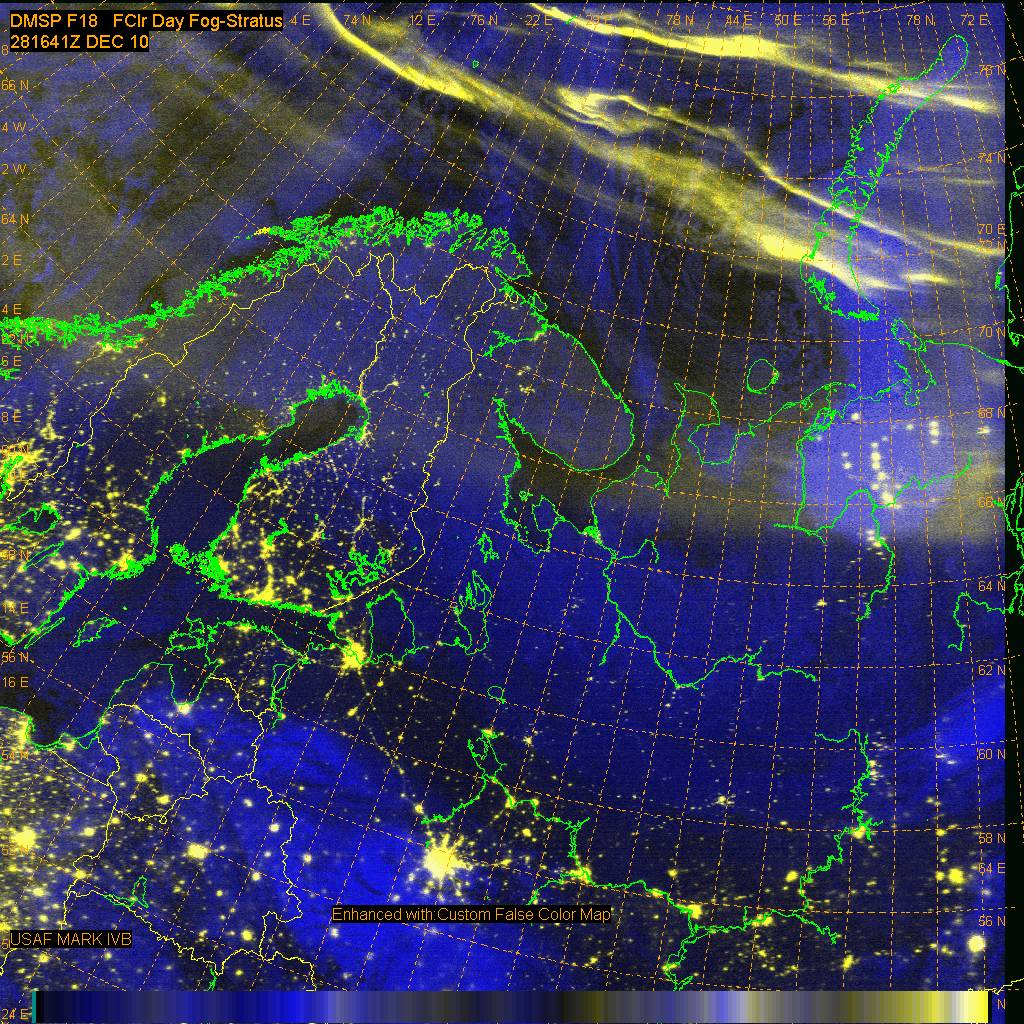
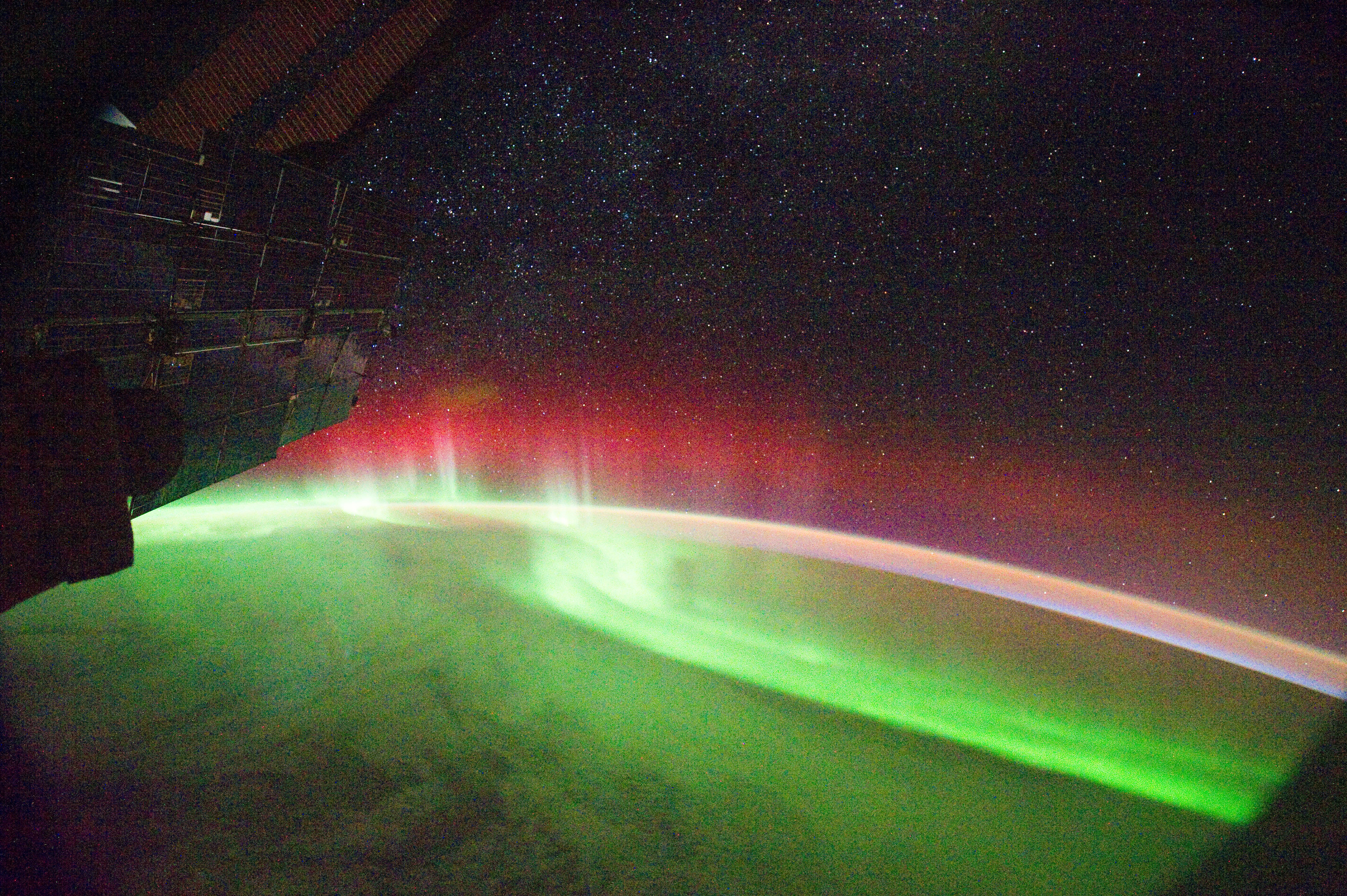